# ماهواره خیام
ماهواره خیام، یک ماهواره سنجش از دور است که به سفارش سازمان فضایی ایران توسط یک شرکت روسی ساخته شده‌است و در ۱۸ مرداد ۱۴۰۱ توسط موشک روسی سایوز از پایگاه فضایی بایکونور قزاقستان به مدار نزدیک زمین ارسال شد. عملیات کنترل ماهواره در ایران و در مرکز کنترل فضایی سازمان فضایی ایران در ماهدشت کرج انجام می‌شود.

## ویژگی و نحوه کار
این ماهواره با وزن ۶۰۰ کیلوگرم در مدار ۵۰۰ کیلومتری زمین در حال چرخش است و هدف اصلی آن جمع‌آوری اطلاعات و تصاویر از سطح زمین به دقت یک متر است.
در این مدار اجسام با سرعتی نزدیک به ۲۸هزار کیلومتر در ساعت، حدود ۹۰ دقیقه یک‌بار، دور زمین می‌چرخند. اما باید توجه کرد که با چرخش این ماهواره، زمین هم به‌دور خود می‌چرخد؛ بنابراین ماهواره همواره بالای سر ایران یا منطقه خاورمیانه قرار ندارد و تقریباً همه کره زمین را پایش می‌کند.
بنا به گفته‌های علیرضا نعیمی، مدیرکل بهره‌برداری و عملیات فضایی سازمان فضایی ایران، ماهواره خیام هر روز حدود ساعت ۱۰:۳۰ صبح از غرب کشور، به بالای ایران می‌آید. در این فرصت، ایستگاه کنترل زمینی، تصاویر و داده‌های ماهواره را دانلود کرده و فرامین جدید را به آن می‌دهد. ماهواره دور بعدی را که دور کره زمین می‌زند (حدود ساعت ۱۲ ظهر) در مرزهای شرقی کشور مجدداً دیده می‌شود. این اتفاق ۱۲ ساعت بعد، یعنی ساعت ۱۰:۳۰ شب ۲ ساعت دوبار در آسمان ایران ظاهر می‌شود.

## نام گذاری
این ماهواره به افتخار خیام نیشابوری، ریاضیدان، ستاره‌شناس و شاعر ایرانی نامگذاری شده‌است.

## ساخت
این ماهواره ساخت شرکت‌های روسی است اما مالکیت آن در دست ایران است همچنین هزینهٔ ساخت ماهواره‌هایی در کلاس این ماهواره ۴۰ تا ۵۰ میلیون دلار اعلام شده‌است.

### حواشی
اغلب رسانه‌های رسمی در روز پرتاب ماهواره، از واژه «ماهواره ایرانی» استفاده کردند؛ از جمله می‌توان به سلسله گزارش‌هایی از صدا و سیما، تسنیم، فارس، باشگاه خبرنگاران جوان و ایرنا اشاره کردند. موضوعی باعث شد این تصور پیش بیاید که خیام توسط ایران ساخته شده و روسیه صرفاً مسئولیت پرتاب آن را برعهده داشته‌است. این مسئله بعد از پست اینستاگرامی سفارت روسیه در تهران و اشاره به اینکه خود ماهواره توسط شرکت‌های روس ساخته شده در رسانه‌ها و شبکه‌های اجتماعی، بازتاب گسترده‌ای پیدا کرد. پس از آن سالاریه، رئیس سازمان فضایی ایران در نشست خبری روز ۱۹ مرداد مدعی شد که «طراحی مفهومی سطح بالای ماهواره خیام در داخل کشور انجام شده‌است.»
با توجه به اینکه تمام تجهزات به‌کار رفته در ماهوارهٔ خیام، قبلاً در روسیه طراحی و حتی ساخته شده بودند، ممکن است آنچه رئیس سازمان فضایی ایران از آن به‌عنوان طراحی مفهومی (Conceptual Design) یاد می‌کند، RFP باشد. سند «درخواست پیشنهاد» (Request for Proposal) سندی است که سفارش‌دهنده یک کالا یا خدمات از بنگاه‌ها و شرکت‌هایی که توانایی ارائه آن کالا یا خدمات را دارند درخواست می‌کنند، که برای رفع نیازهایی که در این سند قید شده «پیشنهاد» بدهند تا سفارش‌دهنده راه‌حل‌های پیشنهادی را بررسی کند و در صورت لزوم یکی از آنها را انتخاب کند.

## پرتاب
این ماهواره در ساعت ۱۰:۲۰ به وقت تهران از پایگاه فضایی بایکونور قزاقستان توسط موشک سایوز پرتاب شد.

## کاربرد
طبق اعلامیه‌های دولتی ماهواره خیام یک ماهواره سنجش از راه دور است که در ۶ حوزهٔ کشاورزی، محیط زیست، بلایای طبیعی، تغییرات شهری، پایش منابع آبی و اکتشافت معدنی کاربرد دارد اما روزنامهٔ واشینگتن پست در گزارشی اعلام کرد که این ماهواره یک ماهواره جاسوسی است که به ایران این امکان را می‌دهد از اسرائیل و مناطق نظامی خاورمیانه اطلاعات مهمی را کسب کند همچنین به روسیه این امکان را می‌دهد که در جنگ اوکراین از این ماهواره در مقاصد نظامی استفاده کند. اما رئیس سازمان فضایی ایران این گزارش را رد کرده‌است و گفته‌است قرارداد ساخت این ماهواره قبل از جنگ روسیه و اوکراین امضا شده‌است و همچنین تأکید کرد که تمامی فرامین مربوط به کنترل و بهره‌برداری از این ماهواره از روز اول و بلافاصله پس از پرتاب توسط کارشناسان ایرانی مستقر در پایگاه‌های فضایی واقع در ایران انجام و صادر خواهد شد.

### استفاده از ماهواره خیام
علیرضا نعیمی، مدیرکل بهره‌برداری و عملیات فضایی سازمان فضایی ایران زمان بهره‌برداری از ماهواره خیام را ۴ ماه پس از پرتاب آن اعلام کرد. این زمان صرف کالیبره کردن کامل تجهیزات تصویربرداری ماهواره خواهد شد.

## توضیحات
1. ↑  به چنین اسنادی «Statement of Interest» هم گفته می‌شود. این اسناد فرمت خاصی دارند و سفارش‌دهنده با مطالعه و بررسی، تلاش می‌کند با دقت بالا، آنچه نیاز دارد را شرح دهد. این اسناد با «طراحی مفهومی» به‌کلی متفاوت است؛ زیرا طراحی فرآیندی بعد از عقد قرارداد و پیش از طراحی جزئیات است. در حالی که در اینجا با توجه به سابقه موسسات روسیه (Barl و VNIIEM) این طراحی قبلاً توسط آنها و برای رفع نیاز خودشان انجام شده‌بود.